# Vladimir Mišica
Vladimir Mišica - Miha, slovenski general, * 26. junij 1916, Loka pri Črnomlju, † 22. maj 1991, Ljubljana.

## Življenjepis
Pred 2. svetovno vojno je kot študent ljubljanske Pravne fakultete deloval v Slovenskem klubu.
Med vojno je bil med organizatorji NOB v Beli krajini, v italijanskih zaporih, nato politični komisar bataljona, 14. brigade, poveljnik in politični komisar Tomšičeve brigade, namestnik poveljnika 14. divizije, namestnik komandanta poveljstva VDV oz. 1. in 2. divizije KNOJ.
Po vojni je bil med drugim načelnik korpusne artilerije v Ljubljani in poveljnik 15. divizije JLA. 1952 je končal višjo vojno akademijo JLA v Beogradu. Dosegel je čin generalmajorja JLA.
Po 1948 je predsedoval Strelski zvezi Slovenije. Prejel je Bloudkovo nagrado (1975).